# Gabun-Waldsteigerfrosch
Der Gabun-Waldsteigerfrosch (Leptopelis aubryi) ist ein Froschlurch aus der Gattung der Waldsteigerfrösche in der Familie der Langfingerfrösche (Arthroleptidae). Er ist im westlichen und südwestlichen Afrika verbreitet.

## Beschreibung
Gabun-Waldsteigerfrosch gehört zu den eher kleinen Arten der Waldsteigerfrösche. Die Männchen werden 33 bis 39 Millimeter lang, die Weibchen 44 bis 54 Millimeter. Die Art ist braun gefärbt und kann auf dem Rücken schwach marmoriert sein. Die Iris ist rot oder orange gefärbt. Kleine schwarze Punkte sind an den Flanken zu sehen, besonders in der Leistengegend. Kleine weiße Punkte befinden sich oft auf dem Rücken und an den Gliedmaßen. Die Schwimmhäute an den vorderen- und hinteren Gliedmaßen sind mittelmäßig ausgeprägt, ähnlich wie bei Leptopelis ocellatus, aber schwächer als bei Leptopelis viridis. Viele Arten und Farbvarianten der Waldsteigerfrösche ähneln Leptopelis aubryi äußerlich.

## Verbreitung
Das Verbreitungsgebiet erstreckt sich vom Südosten Nigerias über den Süden Kameruns und der Zentralafrikanischen Republik, bis nach Äquatorialguinea, Gabun, die Republik Kongo sowie die Demokratische Republik Kongo. Die Art ist auch aus der angolanischen Enklave Cabinda bekannt. Berichte über ein Vorkommen bei Dundo im äußersten Nordosten Angolas sind nicht endgültig bestätigt. Auf der Insel Bioko vorkommende Exemplare dürften eher der Art Leptopelis modestus angehören. Es existieren Berichte über westafrikanische Vorkommen in Ghana und in Sierra Leone. Diese gehören jedoch zu der 2007 beschriebenen sehr ähnlichen Art Leptopelis spiritusnoctis, von der sich Leptopelis aubryi auch durch die Art ihrer Lautäußerungen unterscheidet.

## Lebensraum und Lebensweise
Die Art kommt in tropischen und subtropischen Klimazonen vor. Sie ist ökologisch sehr anpassungsfähig und lebt auf Bäumen und Büschen im Flachland, auch in Bruch- und Sekundärwäldern, in degradierten Plantagen sowie außerhalb von Wäldern. Dort kommt sie auf saisonal feuchten oder überschwemmten Savannen, Marschwiesen, auf ehemaligem Farmland und in Gärten vor.
Die Männchen rufen von niederen Zweigen aus, die in einer Höhe von einem halben bis zu eineinhalb Metern gelegen sind. Ihr Ruf ist ein einfaches Klicken, das an ein Schnalzen mit der Zunge erinnert. Sie können auch eine kurze Serie solcher Laute produzieren, die dann wie Kastagnetten klingen.
Die Eier werden in ein in den feuchten Boden gegrabenes Nest gelegt, wo die Larven schlüpfen. Diese Kaulquappen entwickeln sich dann in nahe gelegenen Sümpfen oder Teichen weiter.